# Odisea (álbum)
Odisea fue el nombre de un proyecto musical del cantante chileno Alex Anwandter, mientras era miembro de Teleradio Donoso. Bajo el seudónimo Odisea, Álex Anwandter publicó su primer disco como solista con el mismo nombre.
Anwandter utilizó incluyó varios temas ya escritos, con un estilo significativamente distinto a aquel por el que se le conocía anteriormente. El proyecto Odisea dejó de lado las guitarras y dio relevancia a los sintetizadores y música más bailable. 
El disco Odisea fue lanzado en agosto de 2010 con "Cabros" como su primer sencillo promocional. El video musical de "Cabros", dirigido por él mismo, se llevó el premio al mejor video en el Festival del Videoclip organizado por Suena.cl y la Facultad de Comunicaciones de la Pontificia Universidad Católica de Chile.
Tras Odisea, Anwandter adoptaría finalmente una carrera solista bajo su nombre y Telerradio Donoso fue disuelta.

## Lista de canciones
| Odisea |                                                     |          |  |
| N.º    | Título                                              | Duración |  |
| 1.     | «Nuestra casa de violencia»                         | 7:01     |  |
| 2.     | «Casa latina»                                       | 6:31     |  |
| 3.     | «Una nueva vida (Vida maquinal)»                    | 5:46     |  |
| 4.     | «Odisea»                                            | 3:52     |  |
| 5.     | «Cabros»                                            | 3:01     |  |
| 6.     | «Juventud»                                          | 2:31     |  |
| 7.     | «Los gatitos hermanos se reconocen después de años» | 5:37     |  |
| 8.     | «Mentiras blancas»                                  | 5:01     |  |
| 9.     | «Batalla de Santiago»                               | 9:38     |  |
| 10.    | «Niño extraño»                                      | 3:53     |  |
| 52:51  |                                                     |          |  |